# Granja (comerç)

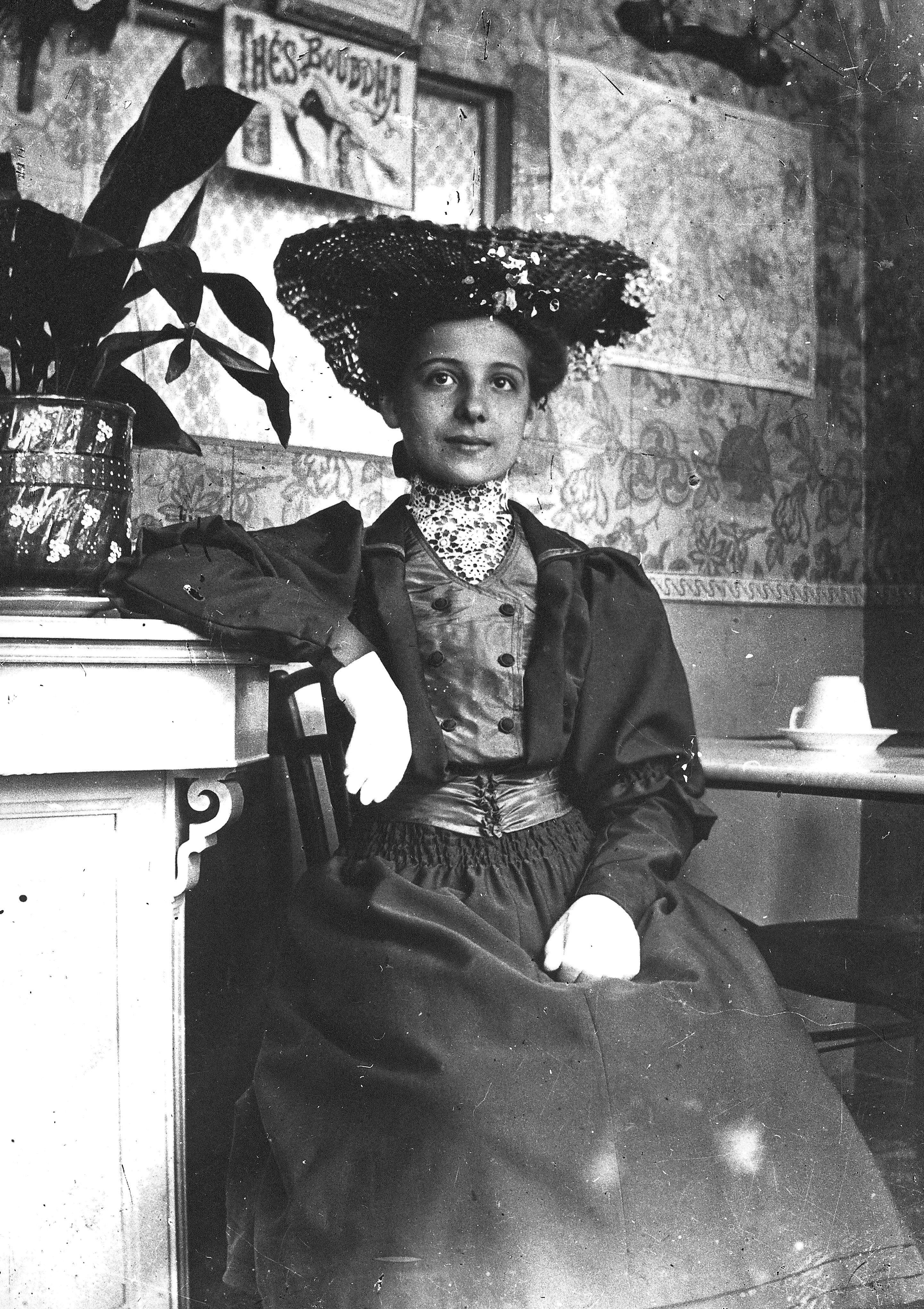
Lúcia Peretto (1890-1987), neboda d'Antoni Gaudí en una granja (Crèmerie Chaude, 96 Boulevard du Montparnasse) a París. 1905

Una granja, lleteria o vaqueria és un petit comerç especialitzat principalment en l'elaboració i venda de productes de la llet i ous. Tradicionalment a moltes granges se servien també petits àpats.

## Història
Les granges varen ser molt populars a les zones urbanes de Catalunya al llarg del segle xx. Eren un lloc on les famílies anaven amb els nens petits car a les granges no se servien begudes alcohòliques. Les més conegudes i esteses eren les "Granjas la Catalana".
També era costum antigament menjar xocolata amb melindros a les granges. A algunes granges se servien suïssos, tasses de xocolata desfeta coronades amb nata fabricada a la mateixa lleteria. Altres productes eren llet freda, batuts, llet merengada i sovint també pastisseria. A l'estiu moltes granges venien orxata.
Una gran part de les granges tradicionals de les ciutats i grans pobles de Catalunya varen desaparèixer quan va canviar la cultura comercial vers el consumisme, a mesura que es varen estendre els supermercats i les franquícies de menjar ràpid. Mentre que algunes granges han sobreviscut, d'altres es varen transformar en gelateries o restaurants.